# Pimelodendron zoanthogyne
Pimelodendron zoanthogyne är en törelväxtart som beskrevs av Johannes Jacobus Smith. Pimelodendron zoanthogyne ingår i släktet Pimelodendron och familjen törelväxter. Inga underarter finns listade i Catalogue of Life.